# Leo McGarry
Pour les articles homonymes, voir McGarry.
Leo McGarry est un personnage de la série télévisée À la Maison-Blanche, interprété par John Spencer et doublé par Michel Fortin en version française. Il est chef de cabinet de la Maison-Blanche, avant de se présenter puis d'être élu comme Vice-président des États-Unis.

## Biographie fictive
Il est White House Chief of Staff, poste qui peut se traduire par secrétaire général de la Maison-Blanche ou directeur de cabinet du président des États-Unis d'Amérique. Le titulaire de ce titre est souvent considéré comme le deuxième homme le plus puissant du pays, voire de la planète vu la situation dominante des États-Unis.
Âgé de 55 ans au début de la série, il est le bras droit du président Bartlet, avec qui il est ami depuis 40 ans.

### Avant la série
Leo MacGarry est un vétéran de l'US Air Force. Pilote au Vietnam, il a été blessé.
Leo est un ancien alcoolique (il se rend désormais aux sessions des Alcooliques anonymes organisées chez le vice-président) et un ancien drogué au Valium (il a suivi une cure de désintoxication il y a quelques années, et ce dossier va arriver dans la presse... via le député Lilienfield). Son père avant lui était aussi un alcoolique. C'est lui qui va convaincre le président de prendre Hoynes comme Vice-président, malgré le fait que ce dernier va très souvent se différencier du président et s'efforcer de tirer son épingle du jeu... Il va aussi jouer les arbitres entre eux deux tout en recadrant régulièrement le vice-président.
Leo dirige tout le staff de la Maison-Blanche. C'est lui qui a aussi dirigé la campagne présidentielle de Bartlet, et encore lui qui l'a convaincu de se présenter aux élections... Bartlet lui fait entièrement confiance, et n'hésite pas à dire que c'est en réalité Leo qui gouverne le pays. En effet, Leo joue les médiateurs, dirige le président, le conseille. Par exemple, lors de l'attentat où le médecin personnel du président trouve la mort, il a fallu toute la persuasion et le bon sens de Leo pour que le président redevienne lucide et se calme.

### Pendant la série
Leo exerce une énorme influence sur le président, et il s'en sert pour l'aider à prendre les décisions, mais souvent c'est plutôt Leo qui amène le président à prendre une décision dans tel ou tel sens... Peut-on dire que c'est lui qui gouverne ? Non, car le président a ses propres convictions et idées, mais Leo lui permet d'avoir une vue d'ensemble de la situation et de mieux se faire une idée. C'est Leo qui fait réagir le président quand ce dernier se laisse aller pour éviter de prendre parti et se faire réélire. Il n'hésite pas à le recadrer et à lui crier dessus si c'est nécessaire. C'est la seule personne (en dehors de la famille du président) qui n'hésite pas à hausser le ton devant le président (pour mémoire, l'hésitation de C.J avec l'affaire de Zoey et la presse...). En résumé, Leo est là pour gérer tout ce qui se passe à la Maison-Blanche, et pour que tout fonctionne correctement : il veille aux affaires du gouvernement.
Au début de la sixième saison, le sort s'acharne sur Leo. Lors d'une réunion de crise réunissant le gouvernement américain et les Premiers-Ministres palestinien et israélien à Camp David, il se brouille gravement avec Bartlet, leurs divergences politiques dégénérant en règlements de comptes personnels. Le Président annonce à Leo qu'il ne s'opposera pas à sa démission. Bouleversé, Leo part seul marcher dans la forêt environnante, où il fait une grave crise cardiaque. Les circonstances font qu'il restera toute la nuit inanimé dans cette forêt, avant que quelqu'un, le lendemain, ne remarque son absence. Il se remet lentement de cet accident, et reprend peu à peu contact avec ses amis et collègues. Il se réconcilie avec son ami Bartlet, et se remet au travail. Leo participe à la campagne électorale de Santos, qui le désigne, en cas de victoire, comme son futur Vice-Président.
Mais la réalité rejoint la fiction, l'acteur John Spencer meurt d'une crise cardiaque. La mort de John Spencer est intégrée dans la série. Et donc, quelques jours avant que Santos soit élu, le corps de Leo est retrouvé dans sa salle de bains.

### Autres informations
Lassée de ses absences répétées, sa femme, Jenny, décide de le quitter. Elle enverra un peu plus tard les papiers du divorce... Ils ont une fille unique, Mallory, qui est institutrice.
Son plus grand échec se trouve du côté familial. Il nie la réalité lorsque sa femme lui annonce leur divorce, puis prend peu à peu conscience de la réalité, mais n'en est que plus démoralisé et perdu. Il reste néanmoins très doué pour occulter les problèmes personnels dans son esprit, et continuer à travailler efficacement. Il a heureusement à ses côtés sa fille unique Mallory, qui vient régulièrement le voir. Elle commence par bien mettre les choses au point avec lui, puis s'efforce de lui redonner le moral, en déjeunant avec lui ou en lui rendant régulièrement visite. Leo a un comportement surprotecteur envers elle. Ainsi, quand il apprend qu'elle a prévu une sortie avec Sam (qui de son point de vue ne lui inspire pas, mais alors pas du tout, confiance), il fait tout pour la faire tomber à l'eau... Et il y réussit. Mais Mallory ne lui en tiendra pas rigueur.